# اللوض (الرجم)

تعديل مصدري - تعديل

اللوض هي إحدى قرى عزلة البشاري بمديرية الرجم التابعة لمحافظة المحويت، بلغ تعداد سكانها 288 نسمة حسب تعداد اليمن لعام 2004.